# Saverio Cannistrà

Wappen von Saverio Cannistrà als Erzbischof

Saverio Antonio Gennario Cannistrà OCD (* 3. Oktober 1958 in Catanzaro, Kalabrien) ist ein italienischer römisch-katholischer Ordensgeistlicher, ehemaliger Generaloberer des Teresianischen Karmel und Erzbischof von Pisa.

## Leben
Saverio Cannistrà studierte Romanistik an der Scuola Normale Superiore di Pisa und wurde an der Päpstlichen Universität Gregoriana in Rom in Dogmatik promoviert. Er unterrichtete an der Ordenshochschule der Unbeschuhten Karmeliten Teresianum in Rom und war Professor für Christologie und Theologische Anthropologie an der Theologischen Fakultät Zentralitaliens (Facoltà Teologica dell’Italia Centrale FTIC) in Florenz.
Er trat am 17. September 1985 der Ordensgemeinschaft der Unbeschuhten Karmeliten bei und legte am 14. September 1990 die ewige Profess ab. Am 24. Oktober 1992 spendete ihm der Erzbischof von Pisa, Alessandro Plotti, in der Kirche San Torpè in Pisa das Sakrament der Priesterweihe. Er war Provinzial des Teresianischen Karmel in der italienischen Provinz Toskana.
Am 20. April 2009 wurde er im 90. Generalkapitel des Ordens der Unbeschuhten Karmeliten im Domus Carmeli in Fátima, an dem mehr als 100 Ordensangehörige aus 80 Nationen teilnahmen, zum neuen Ordensgeneral gewählt. Er trat die Nachfolge von Luis Aróstegui an. Am 7. Mai 2015 wurde Cannistrà auf dem 91. Generalkapitel der Karmeliten in Avila erneut zum Ordensgeneral für eine weitere Amtsperiode von 6 Jahren gewählt.
Am 8. Juli 2019 ernannte ihn Papst Franziskus für fünf Jahre zum Mitglied der Kongregation für die Institute geweihten Lebens und für die Gesellschaften apostolischen Lebens.
Am 6. Februar 2025 ernannte ihn Papst Franziskus zum Erzbischof von Pisa. Sein Amtsvorgänger Giovanni Paolo Benotto spendete ihm am 11. Mai desselben Jahres im Dom zu Pisa die Bischofsweihe. Mitkonsekratoren waren der emeritierte koptisch-katholische Bischof von Minya, Kamal Fahim Awad Boutros Hanna, und der Erzbischof von Siena-Colle di Val d’Elsa-Montalcino, Augusto Paolo Kardinal Lojudice.